# 董子策
董子策（1504年—？），字元正，直隸廬州府合肥縣軍籍，湖廣安陸州京山縣人，明朝政治人物。

## 生平
嘉靖十三年（1534年）甲午科應天鄉試第三十名舉人，十七年（1538年）中式戊戌科會試第五十名，三甲第一百十二名進士。授戶部主事，出為廣東按察司僉事，二十六年（1547年）正月考察，革職閒住。

## 家族
曾祖董俊；祖父董忠，壽官；父董鉞。母陳氏。慈侍下。